# Гориця (Кршко)
Гориця (словен. Gorica) — поселення в общині Кршко, Споднєпосавський регіон, Словенія. Висота над рівнем моря: 161 м.